# Pavlov Cup 2013
Il Pavlov Cup 2013 è stato un torneo di tennis facente parte della categoria ITF Women's Circuit nell'ambito dell'ITF Women's Circuit 2013. Il torneo si è giocato a Minsk in Bielorussia dall'11 al 17 novembre 2013 su campi in cemento indoor e aveva un montepremi di $25,000.

## Vincitrici

### Singolare
Margarita Gasparjan ha battuto in finale  Anastasіja Vasyl'jeva con il punteggio di 6–4, 6–4

### Doppio
Ilona Kramen' /  Aljaksandra Sasnovič hanno battuto in finale  Anna Danilina /  Olga Doroshina 7–6(3), 6–0